# Süleyman 1.
Süleyman 1. (samtidigt tyrkisk: سليمان Sulaymān, nutidig tyrkisk: Süleyman, men oftest kaldt Kanuni Sultan Süleyman) (født 6. november 1494 (1495) i Trabzon, død 5./6. september 1566) var den tiende og længstregerende sultan fra 1520 til 1566 i Det Osmanniske Rige.
Han er kendt i den vestlige verden som Süleyman den Prægtige og i Mellemøsten som Lovgiveren, Kanuni; arabisk: القانونى, al‐Qānūnī pga. hans fuldstændige rekonstruktion af det osmanniske retsvæsen. Først og fremmest inden for finans-, skatte- og jordlovgivning baseret på sædvaneret og med sigte på at udfylde huller i Sharias bestemmelser.
I en alder af syv år studerede Süleyman videnskab, historie, litteratur, teologi og militær taktik.
Som herre over Konstantinopel (det nuværende Istanbul) betragtede han sig som den rette efterfølger for de romerske kejsere. Derfor tilkom verdensherredømmet ham, og derfor lod han sig titulere som Kejsernes Kejser og Fyrsternes fyrste. En af sultanens rådgivere udtalte til udsendinge fra Karl 5.: "Som der kun er én sol på himlen, er der også kun én herre over verden". Süleyman markerede på den måde, at han ikke anerkendte Karl 5.'s verdensherredømme.
Under Süleyman 1.'s regeringstid udvidedes osmannisk lov til dens største geografiske udbredelse.
Süleyman 1. knuste en ungarsk hær under slaget ved Mohács i 1526. Tre år senere belejrede han den habsburgske hovedstad Wien, men belejringen ophørte pga. vinteren. Den osmanniske overlegenhed skyldes blandt andet kanoner og modstandernes politiske splittelse[kilde mangler].